# Nevermind
Nevermind er Nirvanas andet album, der blev udgivet i 1991.
Det indeholder bl.a. megahittet Smells Like Teen Spirit, som fik grunge-bølgen til at eksplodere og blive mainstream for verdens teenagere. Den gik direkte ind som nr. 1 på Billboard-listen i 1991.

## Nummerliste
1. Smells Like Teen Spirit
2. In Bloom
3. Come as You Are
4. Breed
5. Lithium
6. Polly
7. Territorial Pissings
8. Drain You
9. Lounge Act
10. Stay Away
11. On a Plain
12. Something in the Way

## Coverfoto
Den svømmende baby på forsiden af coveret hedder Spencer Elden (født 9. juli 1991).
Nirvanas pladeselskab påtænkte i første omgang at anvende et arkivbillede af en svømmende baby, men da dette viste sig at være for dyrt, hyrede man fotografen Kirk Weddle. Weddles venner, Renata og Rick Elden, tillod at lade deres søn Spencer fotografere under vand for den nette sum af blot 200 dollars. Fiskekrogen, linen og dollar-sedlen blev redigeret ind i billedet på et senere tidspunkt. Efter at have set billedet lovede Kurt Cobain (Nirvanas forsanger) og hans kone Courtney Love, at de ville invitere Spencer ud til middag, når han blev ældre. Dette skete dog aldrig, fordi Kurt Cobain døde i 1994.
I 2001 genskabte Elden, i forbindelse med tiåret for udgivelsen af Nevermind, billedet fra Nirvana-coveret til Rolling Stone Magazine. Elden har siden optrådt på coveret til cEvin Keys The Dragon Experience fra 2003.
Den 14-årige Spencer Elden medvirkede i 2005 på dokumentar DVD'en Classic Albums: Nirvana – Nevermind. Han optrådte ligeledes i det engelske Channel 4-show med titlen The 100 Greatest Albums, hvor han kom med sin fortolkning af billedet fra albummet, som var, at det handlede om at miste uskyld.
I et interview med NME fra 2006 udtrykte Elden sin interesse i at mødes med de tilbageværende bandmedlemmer.
Med henvisning til det faktum, at hans penis er synlig på albummets cover, udtalte Elden den 16. august 2007, at han følte sig som en pornostjerne: "Det er lidt uhyggeligt, at så mange mennesker har set mig nøgen. Jeg føler mig som verdens største pornostjerne!"